# Michael Schulte
Michael Schulte (Eckernförde, 30 april 1990) is een Duitse zanger.

## Biografie

### Doorbraak in The Voice of Germany
Schulte werd geboren in Eckernförde en volgde opleiding in de Duborg-skolen in Flensburg. Hij startte zijn muzikale carrière in 2008 met het publiceren van covers van bekende nummers op YouTube. Hij raakte bekend in eigen land door begin 2012 als derde te eindigen in The Voice of Germany. Vervolgens bracht hij een eerste album uit, genaamd Wide Awake. Daarna volgden in 2014 The Arising en in 2017 Hold the Rhythm.

### Eurovisie Songfestival
Eind 2017 werd duidelijk dat Schulte zou deelnemen aan Unser Lied für Lissabon, de Duitse preselectie voor het Eurovisiesongfestival. Met het nummer You let me walk alone won hij deze voorronde, waardoor hij zijn vaderland mocht vertegenwoordigen op het Eurovisiesongfestival 2018 in de Portugese hoofdstad Lissabon. Hij bereikte de vierde plaats. In 2019 kwam zijn vierde studioalbum Highs & Lows, waarvan vier nummers als single uitkwamen in 2018 en 2019.
In 2020 was Michael Schulte weer te zien op het songfestival, ditmaal in de speciale editie van 2020, Eurovision: Europe Shine a Light, waarin veel oude songfestivalnummers werden gecoverd. Schulte speelde samen met Ilse DeLange (die in 2014 met de Common Linnets tweede werd voor Nederland) "Ein bißchen Frieden" van Nicole uit 1982.

## Discografie

### Singles
| Single met eventuele hitnotering(en) in de Nederlandse Top 40 | Datum van verschijnen | Datum van binnenkomst | Hoogste positie | Aantal weken | Opmerkingen                                                        |
| ------------------------------------------------------------- | --------------------- | --------------------- | --------------- | ------------ | ------------------------------------------------------------------ |
| You let me walk alone                                         | 2018                  | 08-09-2018            | 19              | 7            | Nr. 83 in de Single Top 100 / Inzending Eurovisiesongfestival 2018 |

1956: Freddy Quinn + Walter Andreas Schwarz · 
1957: Margot Hielscher · 
1958: Margot Hielscher · 
1959: Alice & Ellen Kessler · 
1960: Wyn Hoop · 
1961: Lale Andersen · 
1962: Conny Froboess · 
1963: Heidi Brühl · 
1964: Nora Nova · 
1965: Ulla Wiesner · 
1966: Margot Eskens · 
1967: Inge Brück · 
1968: Wenche Myhre · 
1969: Siw Malmkvist · 
1970: Katja Ebstein · 
1971: Katja Ebstein · 
1972: Mary Roos · 
1973: Gitte · 
1974: Cindy & Bert · 
1975: Joy Fleming · 
1976: Les Humphries Singers · 
1977: Silver Convention · 
1978: Ireen Sheer · 
1979: Dschinghis Khan · 
1980: Katja Ebstein · 
1981: Lena Valaitis · 
1982: Nicole · 
1983: Hoffmann & Hoffmann · 
1984: Mary Roos · 
1985: Wind · 
1986: Ingrid Peters · 
1987: Wind · 
1988: Maxi & Chris Garden · 
1989: Nino de Angelo · 
1990: Chris Kempers & Daniel Kovac · 
1991: Atlantis 2000 · 
1992: Wind · 
1993: Münchener Freiheit · 
1994: Mekado · 
1995: Stone & Stone · 
1997: Bianca Shomburg · 
1998: Guildo Horn & Die Orthopädischen Strümpfe · 
1999: Sürpriz · 
2000: Stefan Raab · 
2001: Michelle · 
2002: Corinna May · 
2003: Lou · 
2004: Max · 
2005: Gracia · 
2006: Texas Lightning · 
2007: Roger Cicero · 
2008: No Angels · 
2009: Alex Swings Oscar Sings · 
2010: Lena Meyer-Landrut · 
2011: Lena Meyer-Landrut · 
2012: Roman Lob · 
2013: Cascada · 
2014: Elaiza · 
2015: Ann Sophie · 
2016: Jamie-Lee Kriewitz · 
2017: Levina · 
2018: Michael Schulte · 
2019: S!sters · 
2021: Jendrik Sigwart · 
2022: Malik Harris · 
2023: Lord of the Lost · 
2024: Isaak · 
2025: Abor & Tynna
- Gemeinsame Normdatei: 102905326X
- International Standard Name Identifier: 0000 0004 6199 8572
- MusicBrainz: 5ea48d60-26c9-406c-aed3-a450bb5d8e86
- Virtual International Authority File: 289238921
- WorldCat: E39PBJfcKxbrv8Jt3VcWJjRh73